# Vilne, Kozelșciîna
Vilne (în ucraineană Вільне) este un sat în comuna Horișkî din raionul Kozelșciîna, regiunea Poltava, Ucraina.

## Demografie
Componența lingvistică a localității Vilne
     Ucraineană (90,91%)
     Rusă (9,09%)
Conform recensământului din 2001, majoritatea populației localității Vilne era vorbitoare de ucraineană (90,91%), existând în minoritate și vorbitori de rusă (9,09%).